# Riksväg 25, Norge
Riksväg 25 (norska: Riksvei 25) är en riksväg i Innlandet fylke i östra Norge som går mellan staden Hamar i Hamars kommun och svenska gränsen vid Bergulvkjølen i Trysils kommun. Sträckan mellan Tønset i Løtens kommun och Åkroken i Elverums kommun är gemensam med riksväg 3.
Exklusive den sträcka som är gemensam med riksväg 3 är vägen 115,0 kilometer lång och asfalterad. Den passerar bland annat tätorterna Blæstadgrenda, Brenneriroa, Elverum och Nybergsund.

## Motorväg Løten – Elverum
Den 30 juli 2020 öppnades 14 kilometer fyrfilig motorväg på riksväg 25 mellan Tønset i Løtens kommun och Åkroken i Elverums kommun. Sträckan är gemensam med riksväg 3. Dessutom finns det cirka två kilometer fyrfilig väg från Åkroken till Basthjørnet, men denna sträcka har inte motorvägsstatus. Den nya vägen leder riksväg 3 utanför Elverum, medan riksväg  25 fortfarande går genom Elverum.
Den nya sträckan har ledit till bättre tillgänglighet och trafiksäkerhet, en bättre livsmiljö längs den nuvarande vägen och ett sammanhängande stråk för fotgängare och cyklister mellan Hamar och Elverum. Projektet kostade cirka 3,2 miljarder norska kronor och finansieras genom en kombination av statliga medel och vägtullar. Byggnationen påbörjades 2018 och vägen invigdes den 30 juli 2020.En ny motorväg planeras från Tønset i Løtens kommun till Ridabu i Hamars kommun. Den kommer att vara nio kilometer lång och hastighetsgränsen kommer att vara 110 kilometer i timmen.  

## Anslutningar
Riksväg 25 ansluter till:
- Fylkesväg 222 (vid Hamar)
- Europaväg 6 (vid Hamar)
- Riksväg 3 (vid Tønset)
- Riksväg 3 (vid Åkroken)
- Fylkesväg 210 (vid Elverum)
- Riksväg 2 (vid Elverum)
- Fylkesväg 208 (vid Midtskogberget)
- Fylkesväg 26 (vid Nybergsund)
- Riksväg 66 (vid Bergulvkjølen)